# 640-talet f.Kr.

## Händelser
- 649 f.Kr.
  - Indabigash efterträder Tammaritu som kung av Elamriket.
  - Babyloniernas uppror under Shamash-shuma-ukin krossas av assyrierna.
- 648 f.Kr.
  - 6 april – Den tidigaste i Greklands historia kända solförmörkelsen inträffar.[1]
  - Pankration blir en gren vid de olympiska spelen.
- 647 f.Kr. – Den assyriske kungen Assurbanipal plundrar Susa.
- 641 f.Kr. – Josia blir kung av Juda.
- 640 f.Kr.
  - Assyrien vinner en stor seger över Elamriket.
  - Ancus Marcius blir Roms fjärde kung (traditionellt datum).
- Den assyriske kungen Ashurbanipal grundar ett bibliotek, vilket innehåller den tidigaste kompletta utgåvan av Gilgamesheposet.

## Födda
- 640 f.Kr. – Stesichorus, grekisk poet (omkring detta år).

## Avlidna
- 645 f.Kr.
  - Guan Zhong, premiärminister i den kinesiska staten Qi.
  - Archilochos, grekisk poet (omkring detta år).
- 643 f.Kr. – Manasseh, kung av Juda.

### Fotnoter
1. ↑  ”Chronology of World History”. Arkiverad från originalet den 18 oktober 2011. https://web.archive.org/web/20111018123038/http://www.islandnet.com/~KPOLSSON/worldhis/index.htm. Läst 18 juli 2011.